# Michelle Goldberg
Michelle Goldberg (ur. 1975 w Buffalo) – amerykańska dziennikarka i pisarka zamieszkała w Nowym Jorku.
Publikowała w Salon.com, The New Republic, Rolling Stone, Glamour, The Guardian, Los Angeles Times i innych czasopismach. Jest starszą korespondentką The American Prospect i felietonistką The Daily Beast. W 2008 została laureatką nagrody J. Anthony Lukas Work-in-Progress Award.

## Dzieła

### Przetłumaczone na język polski
- Wojny reprodukcyjne. Płeć, władza a przyszłość świata, Wydawnictwo Czarna Owca, Warszawa 2011, ISBN 978-83-7554-202-8 (The Means of Reproduction: Sex, Power, and the Future of the World, New York 2009)

### W języku angielskim
- Kingdom Coming: The Rise of Christian Nationalism, New York: W.W. Norton, 2006, ISBN 978-0-393-06094-2